# Frederic V de Dinamarca
Frederic V (en danès Frederik V) (Copenhaguen, 31 de març de 1723 – Copenhaguen, 13 de gener de 1766) fou rei de Dinamarca i Noruega des de 1746, fill de Cristià VI i de Sofia Magdalena de Brandenburg-Kulmbach.

## Biografia
Frederic va créixer i educar-se en una família d'estrictes conviccions pietistes; això no obstant, el seu caràcter era llibertí. Acostumava a anar acompanyat de dones i visitava regularment tavernes i burdells de Copenhaguen. El seu pare, Cristià VI, profundament religiós, considerà inhabilitar-lo en la successió al tron.
El 10 de novembre de 1743 es casà a Hannover amb la princesa Lluïsa de Gran Bretanya, filla del rei Jordi II i de Carolina de Brandenburg-Ansbach. La cerimònia oficial se celebrà a Copenhaguen l'11 de desembre del mateix any. Amb Lluïsa tingué cinc fills, els mateixos que amb la seva amant favorita, Else Hansen.
Frederic i Lluïsa es convertiren en reis de Dinamarca i Noruega el 1746, després de la mort de Cristià VI. La reina Lluïsa morí el 1751, i Frederic tornà a casar-se el 1752 amb Juliana Maria de Brunswick-Wolfenbüttel, a l'església del Palau de Fredensborg.
Com a rei, la influència personal de Frederic era limitada. Estava marcat pel seu alcoholisme i la majoria de les seves accions hagueren de ser modificades pels seus ministres, com ara bé Adam Gottlob Moltke, J. H. E. Bernstorff o H. C. Schimmelmann. Tots ells evitaren implicar a Dinamarca en les guerres que van tenir lloc a l'Europa del seu temps. El país es va mantenir neutral inclús durant la Guerra dels Set Anys (1756 - 1763), malgrat estar tan proper a combatents com Rússia i Suècia. Malgrat l'alcoholisme i el seu caràcter però, el rei gaudí d'una gran popularitat entre els seus súbdits. L'art i la ciència trobaren condicions molt favorables per prosperar i es desenvolupà amb força el teatre, molt limitat durant el regnat de Cristià VI.
El comerç experimentà durant el seu regnat una època d'èxit i expansió, alhora que la indústria arribà al país. La producció de pólvora i la fosa de canons a Frederiksværk va ser la primera activitat industrial de gran envergadura a Dinamarca. Malgrat això, el ministre Moltke desatengué les reformes agrícoles, de forma que una part de la població no es va veure beneficiada pel creixement econòmic.
En aquells anys s'inauguraren també el Centre Educatiu Reial (una escola d'oficis), el Frederiks Hospital i la Reial Acadèmia Danesa de les Arts a Copenhaguen, oberta oficialment el 31 de març, de 1754, el mateix dia del seu 31è aniversari. D'altra banda, també s'edificà el barri de Frederikstaden, a Copenhaguen, amb el Palau d'Amalienborg com a punt neuràlgic, per commemorar el 300è aniversari de la Casa d'Oldenburg al tron de Dinamarca i Noruega. Al centre del pati d'Amalienborg s'aixecà una estàtua eqüestre de Frederic V el 1771.
El rei va morir després de 43 anys de vida i de vint anys de regnat. Les seves darreres paraules, segons els escrits, van ser: "és un gran consol per a mi en els meus últims moments, que mai he ofès voluntàriament a cap persona i que no hi ha ni una sola gota de sang a les meves mans."
Frederic V està enterrat a la Catedral de Roskilde.

## Família
Frederic V i Lluïsa de Gran Bretanya van ser pares de set nens, dels quals només cinc van sobreviure al part:
- Cristià (7 de juliol, de 1745 - 3 de juny, de 1747).
- Sofia Magdalena (3 de juliol, de 1746 - 21 d'agost, de 1813). reina consort de Gustau III de Suècia (1746-1792).
- Carolina Guillermina (10 de juliol, de 1747 - 19 de gener, de 1820). Consort de Guillem I, Elector de Hesse-Kassel (1743-1821).
- Cristià (29 de gener, de 1749 - 13 de març, de 1808), casat amb Carolina Matilde del Regne Unit (1751-1775).
- Lluïsa (30 de gener, de 1750 - 12 de gener, de 1831). Casada amb Carles de Hessen-Kassel (1744-1836), fou la mare de la princesa Lluïsa Carolina de Hessen-Kassel i àvia del futur Cristià IX de Dinamarca.

Frederic es casà en segones noces amb Juliana Maria (1729-1796), filla de Ferran Albert II de Brunsvic-Lüneburg. Van ser pares de set fills més, entre ells:
- Frederic (1753-1805). Príncep hereu de Dinamarca i Noruega. Casat amb Sofia Frederica de Mecklenburg-Schwerin (1758-1794) i pare del rei Cristià VIII.

El rei Frederic fou també el pare de cinc fills il·legítims de la seva amant Else Hansen.